# Trasserkidrilus superiorensis
Trasserkidrilus superiorensis är en ringmaskart. Trasserkidrilus superiorensis ingår i släktet Trasserkidrilus och familjen glattmaskar. Inga underarter finns listade i Catalogue of Life.